# Pier Francesco Grimaldi
Pier Francesco Grimaldi (Génova, 12 de agosto de 1715 - Génova, 4 de janeiro de 1791) foi o 173.º Doge da República de Génova.

## Biografia
Grimaldi tornou-se Doge quando Ferdinando Spinola renunciou ao cargo. A eleição ocorreu a 26 de janeiro de 1773. A supressão da Companhia de Jesus foi imposta durante o seu mandato, a que o Doge e grande parte da aristocracia genovesa eram a favor. Por isso Pier Francesco Grimaldi atrasou a execução desta ordem, segundo o arcebispo jesuíta de Génova. Com a permissão pontifícia, ele também restringiu o direito de imunidade das igrejas aos bandidos. O mandato terminou a 26 de janeiro de 1775, e Grimaldi continuou a trabalhar para a República. Ele morreu em 1791.